# Theodor Schmidt (Politiker, 1896)
Theodor Schmidt (* 25. Juni 1896 in Voxtrup, Landkreis Osnabrück; † 20. Juli 1966 in Bad Krozingen) war ein deutscher Politiker (CDU) und Mitglied des Niedersächsischen Landtages.

## Leben
Theodor Schmidt besuchte in den Jahren 1909 bis 1919 das katholische Lehrerseminar in Osnabrück. Im Ersten Weltkrieg diente er ab 1914 als Freiwilliger im Militär und geriet 1917 in britische Kriegsgefangenschaft, aus der er 1919 entlassen wurde. Nach Kriegsende absolvierte er 1920 die erste Lehrerprüfung und 1923 die zweite Prüfung; zeitgleich war er bereits als Volksschullehrer tätig. Im Jahr 1925 beendete er seine Arbeit als Volksschullehrer und nahm an der Universität zu Köln ein Studium in den Fachrichtungen Pädagogik und Wirtschafts- und Sozialwissenschaften auf, das er 1928 beendete. Im selben Jahr legte er die Gewerbelehrerprüfung ab. In der Folge arbeitete er in Osnabrück als Gewerbeoberlehrer. Nach Ende des Zweiten Weltkrieges wurde er Direktor an einer Berufs- und Fachschule.
Schmidt engagierte sich nach dem Zweiten Weltkrieg in der CDU. Vom 8. November 1953, als er im Wahlkreis Osnabrück-Stadt für den verstorbenen SPD-Abgeordneten Heinrich Herlitzius nachgewählt wurde, bis zur Mandatsniederlegung 2. Juli 1954 war er Mitglied des Niedersächsischen Landtages (2. Wahlperiode). Er hatte keinen Nachrücker, da er bei der Landtagswahl nicht auf der Landesliste gestanden hatte, sondern später direkt nachgewählt worden war.